# Maschinenbau-AG vormals Starke & Hoffmann

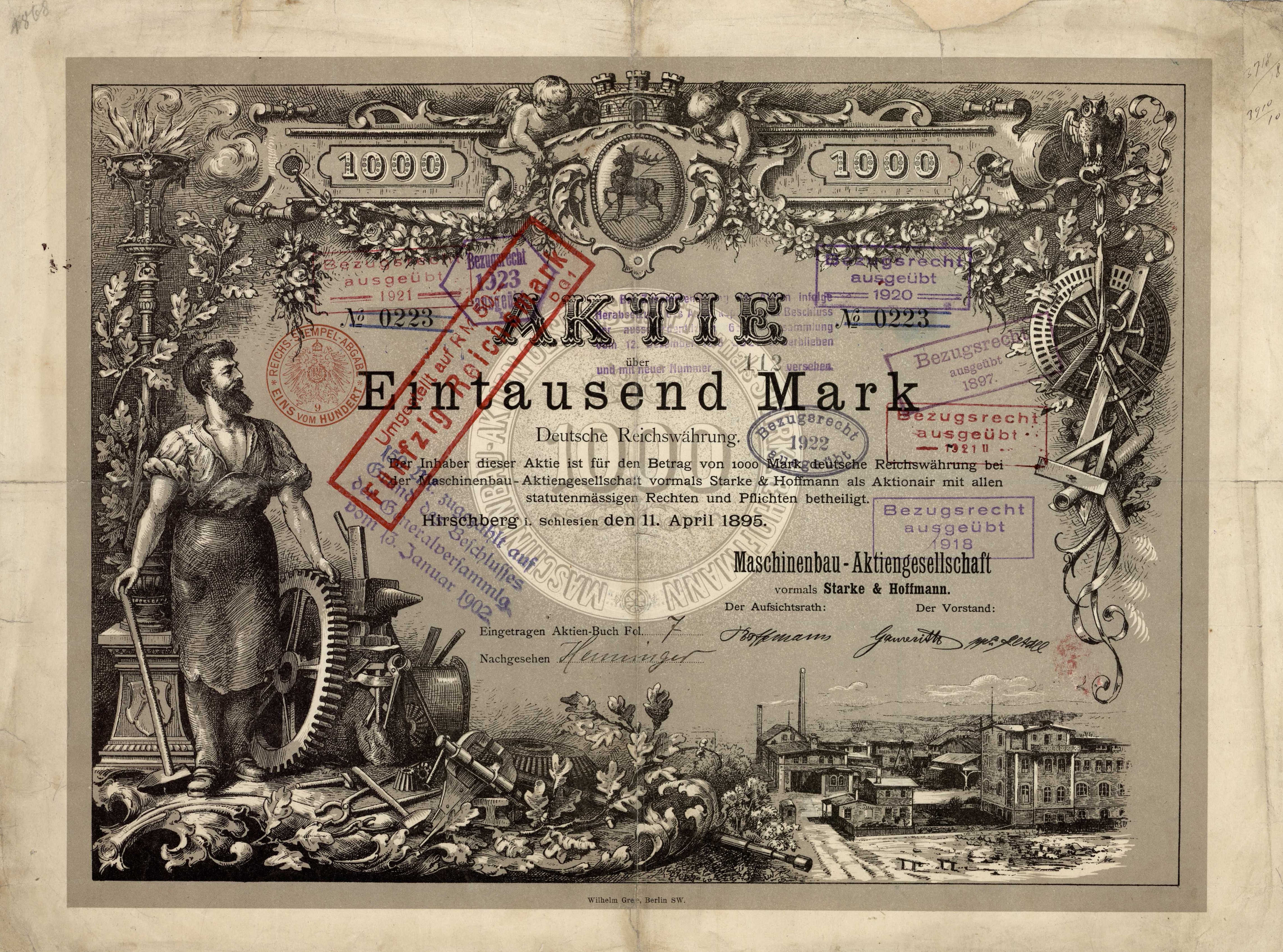
Aktie über 1000 Mark der Maschinenbau-AG vormals Starke & Hoffmann vom 11. April 1895

Kommerzienrat Richard Hoffmann und Ingenieur Alexander Starke gründeten im Jahre 1869 die Maschinenfabrik und Brückenbauanstalt Starke & Hoffmann in Hirschberg. Der Betrieb umfasste eine Maschinenfabrik, eine Eisengießerei und eine Kesselschmiede.
1895 erfolgte die Umwandlung des Unternehmens in eine Aktiengesellschaft. Am 11. April 1895 wurde die Maschinenbau-AG vormals Starke & Hoffmann gegründet. Das Aktienkapital betrug eine Million Mark – es gab 1000 Aktien à 1000 Mark. Im Produktionsprogramm waren nun Dampfmaschinen, Dampfkessel, Turbinen, Transmissionen, komplette Anlagen von Holzschleifereien, Eisenguss, Eisenkonstruktionen aller Art und Eisenbahnbrücken.
Nach angefallenen Verlusten übernahm Max Schmidt 1902 die alleinige Geschäftsleitung. Bei der Fabrikation konzentriert man sich nun auf den Maschinenbau, insbesondere auf den Heißdampfmaschinenbau. 1910 wurde mit dem Bau von Dieselmotoren begonnen. Exportiert wurde hauptsächlich nach Russland, Finnland, Italien und Rumänien. Aufgrund der Balkankriege fiel der Export nach Osten 1911 und 1912 fast komplett aus. Die Generalversammlung beschloss 1913 eine Sanierung durch Herabsetzung des Aktienkapitals und die Ausgabe von Anleihen.
Während des 1. Weltkrieges wurden hauptsächlich Granaten verschiedenen Kalibers produziert. Anfang der 1920er Jahre wurde die Produktion ausgeweitet mit Trockenzylindern für die Papierfabrikation und Motorpflügen. 1925 wurden von der Freundsche Maschinenfabrik die Abteilungen Schleusenbau, Mälzereianlagen und Pumpmaschinen für Rein- und Schmutzwasser übernommen. Die Erweiterung und Modernisierung der Betriebe machte mehrere Erhöhungen des Aktienkapitals in den 1920er Jahren notwendig. Für das Geschäftsjahr 1925/1925 wurde letztmals eine Dividende ausbezahlt. Im August 1932 ging die Maschinenbau-AG vormals Starke & Hoffmann schließlich in Insolvenz.